# Riccia hirta
Riccia hirta là một loài rêu trong họ Ricciaceae. Loài này được (Austin) Underw. mô tả khoa học đầu tiên năm 1894.